# Limenitis safeda
Limenitis safeda är en fjärilsart som beskrevs av Robert Christopher Tytler. Limenitis safeda ingår i släktet Limenitis och familjen praktfjärilar. Inga underarter finns listade i Catalogue of Life.